# Pontos extremos da Finlândia

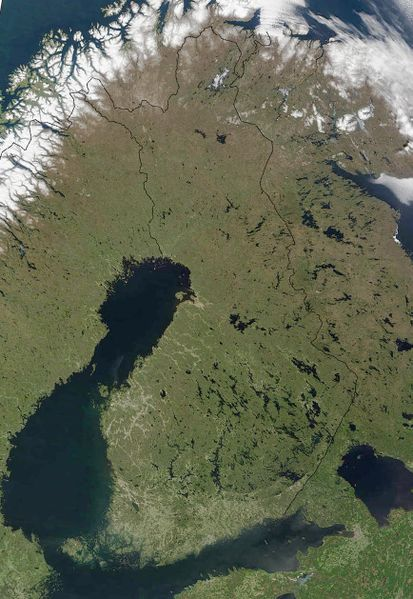
Finlândia

Esta é a lista dos Pontos extremos da Finlândia, onde estão as localidades mais ao norte, sul, leste e oeste:
- Ponto mais setentrional: Nuorgam, Utsjoki, Lapônia (70° 05′ 22″ N, 27° 57′ 45″ L), também considerado o ponto mais setentrional da União Europeia
- Ponto mais meridional: Boksgär, na localidade de Kökar, Åland (59° 30′ 18″ N, 20° 20′ 52″ L)
- Ponto mais meridional (Finlândia Continental): Tulliniemi, península de Hanko (59° 48′ 30″ N, 22° 54′ 00″ L)
- Ponto mais ocidental: Märket, Eckero, Åland (60° 18′ 03″ N, 19° 07′ 54″ L)
- Ponto mais ocidental (Finlândia Continental): Kolttapahta, Enontekiö, Lapônia (69° 03′ 36″ N, 20° 32′ 52″ L)
- Ponto mais oriental: Virmajärvi, Ilomantsi (62° 54′ 30″ N, 31° 35′ 12″ L)

## Altitude
- Ponto mais baixo: Mar Báltico (nível do mar) e Mina de Pyhäjarvi localidade a 1.444m abaixo do solo.
- Ponto mais alto: Halti, Enontekiö (1.323,6m) (69° 18′ 30″ N, 21° 15′ 50″ L)